# サイモン・フレクスナー

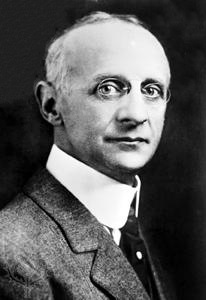
サイモン・フレクスナー

サイモン・フレクスナー（Simon Flexner, 1863年3月25日 - 1946年5月2日）は、アメリカの病理学者・細菌学者。ケンタッキー州ルイビル出身。

## 経歴
父親モーリッツ・フレクスナーはボヘミアのピルゼン近郊で、貧しいが勤勉で精力的なユダヤ教徒の行商人だった。1848年にアメリカに移民（のちにモリス Morris に改名）。母親はエスター。4番目の子供として生まれる。プリンストン高等研究所を創設した化学者エイブラハム・フレクスナーは弟。
ケンタッキー大学薬学部を卒業後、弟のジェイコブが経営する薬局で8年間働いた。
1891年と1892年、毒素を研究し、1900年に赤痢菌の一種であるフレクスナー菌を発見した。
1898年から1899年までジョンズ・ホプキンス大学病理学教授、1899年から1903年までペンシルベニア大学で病理学教授、1903年から1935年はロックフェラー医学研究所の初代所長を務め、野口英世と共に蛇毒を研究した。
1907年、脳脊髄膜炎の治療に効く血清を作り、さらに1909年には小児麻痺病原ウイルスの培養により、血清のサルへの移植に成功。
ダイコクネズミの可移動性腫瘍は「フレクスナー・ジョブリング腫瘍」と呼ばれる。
また急性灰白髄炎（ポリオ）ウイルスを同定し、血清を開発研究するチームを率いた。
1911年にはエディンバラ大学の治療学分野でキャメロン賞を受賞、1910年から1914年までカーネギー研究所の理事を務めた。

## 受賞歴
- 1911年 アメリカ芸術科学アカデミー選出
- 1912年 プリンストン大学名誉教授
- 1919年 王立協会外国人メンバー
- 1927年 国立科学アカデミー・レオポルディーナメンバー選出